# Peavey

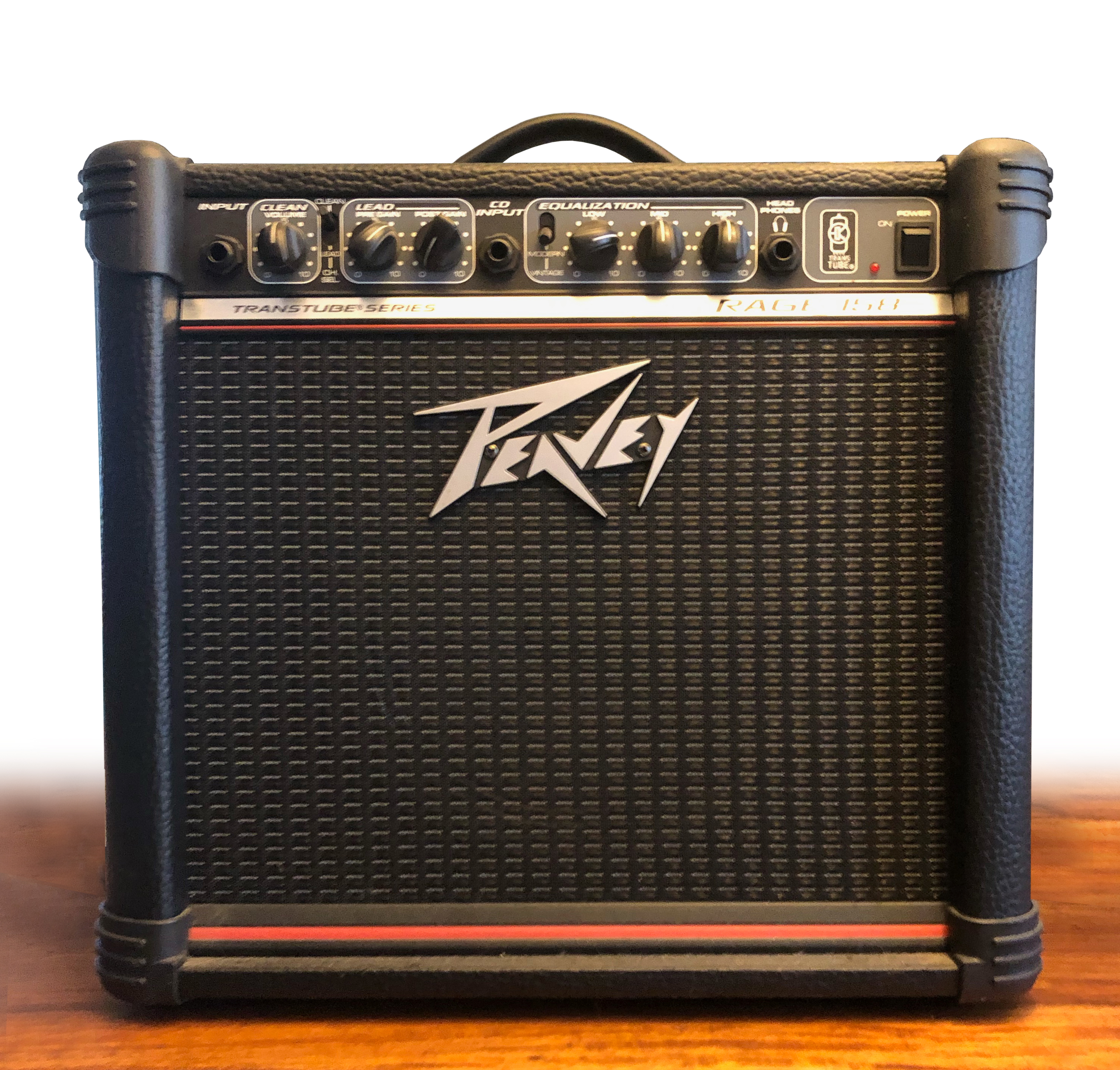
Peavey Rage 158 (Übungsverstärker, 15 W)

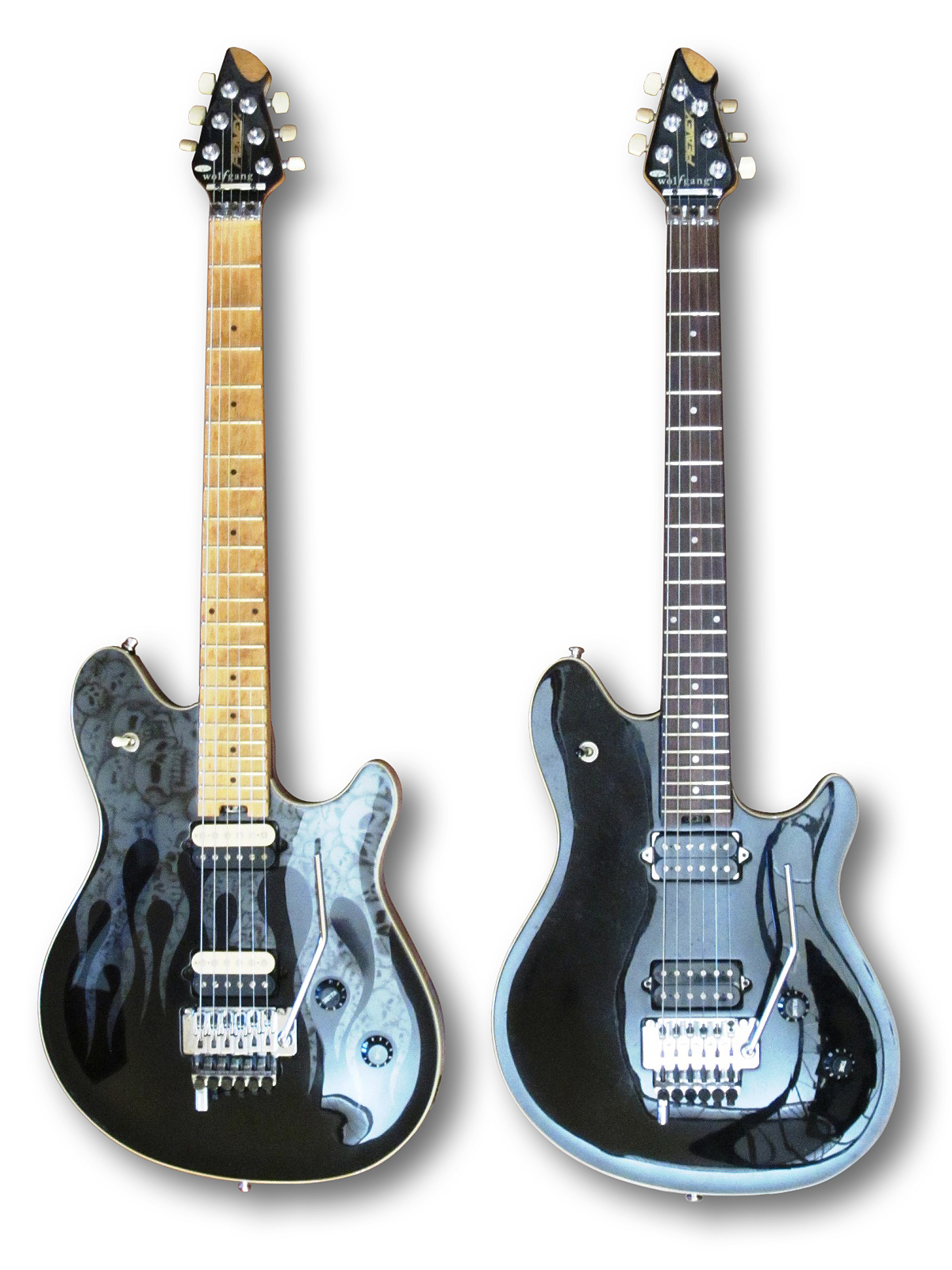
Zwei Peavey EVH Wolfgang Custom mit Tremolo von Floyd Rose

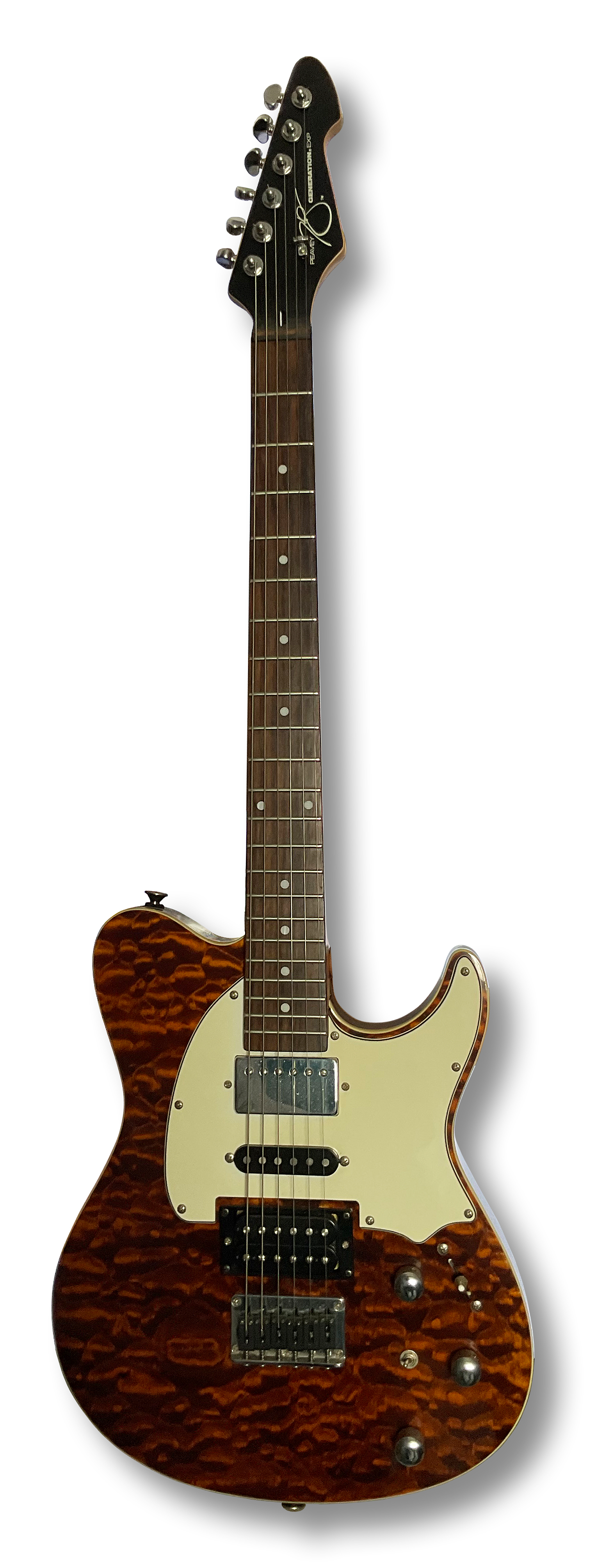
Eine Peavey Generation EXP Custom auf Telecaster-Basis. Das Modell hat zusätzliche Piezo-Tonabnehmer in der Bridge (2007)

Die Peavey Electronics Corporation ist einer der größten Hersteller für Audio-Equipment mit Hauptsitz in Meridian (US-Bundesstaat Mississippi).

## Geschichte
Hartley Peavey gründete 1965 Peavey Electronics, nachdem er 1957 seinen ersten Verstärker gebaut hatte. Seit der Gründung ist Peavey Electronics in Privatbesitz.
Die Firma führt ein Museum, in dem Erinnerungsstücke mit Bezug zu Peavey öffentlich ausgestellt werden.

## Informationen zur Firma

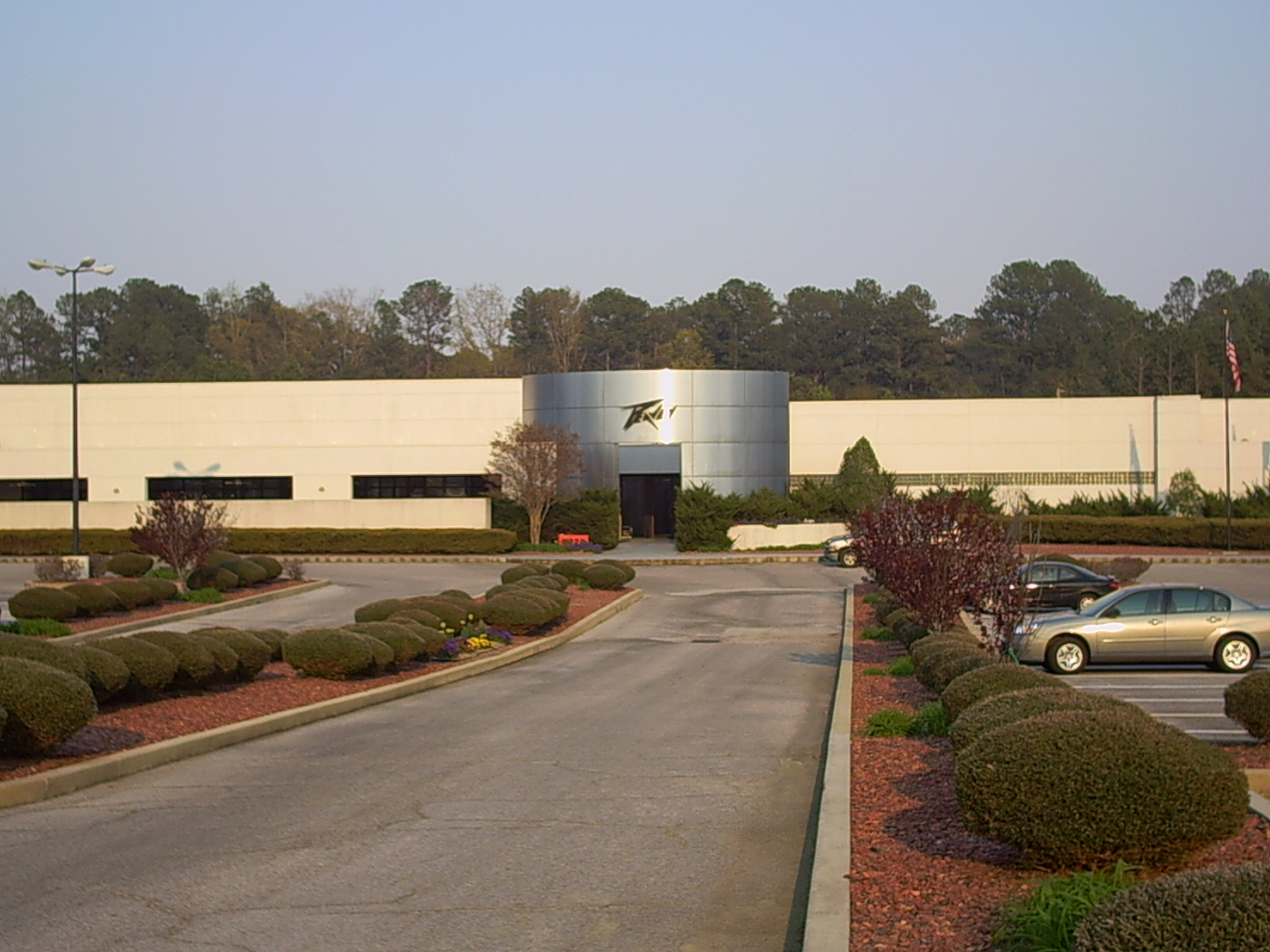
Hauptquartier in Meridian, Mississippi

Zurzeit besitzt Peavey über 140.000 m² an Produktions- und Herstellungsfläche in über 33 Fabriken in Nordamerika, Europa und Asien. 18 davon liegen im Heimatstaat Mississippi. Peavey hat gegenwärtig (Stand Dez. 2021) 1000 Angestellte an allen Standorten. Und erzielt einen Umsatz von $ 83,63 Millionen USD.
Die Hauptproduktion findet in den Vereinigten Staaten, Großbritannien und dem Fernen Osten statt und wird von dort in 136 Länder vertrieben. Die Firma Peavey hat außerdem über 180 Patente angemeldet und bietet eine Produktpalette von über 2000 Produkten an, die jedes Jahr um 80 bis 100 Produkte erweitert wird.
Zu Peavey Electronics gehören vier weitere große Elektronik-Firmen: MediaMatrix, Architectural Acoustics, PVDJ und Crest Audio.

## Produkte (Auszug)
Obgleich Peavey eine sehr breite Produktpalette anbietet, so stechen aus dieser doch einige Produkte besonders hervor.

### 5150-/6505-Verstärker
Diese Serie war das Resultat einer Zusammenarbeit zwischen Peavey und Eddie van Halen. Ursprünglich nur als spezieller Verstärker für Eddie van Halen geplant erlangte die Verstärkerserie massive Popularität vor allem im Rock- bis Metal-Bereich.
Der 5150 wurde zum Hauptkonkurrenten des Marshall JCM 800/900/2000 und des Mesa Boogie Rectifiers. 2004 trennten sich die Wege von Peavey und Eddie van Halen. Der 6505 ist der Nachfolger des 5150.
→ Hauptartikel Peavey 5150

### Wolfgang-E-Gitarre
Von Peavey gebautes Signature-Modell für Eddie Van Halen, das dieser nach seinem Sohn benannt hat. Van Halen kam im Jahr 1995 nach einer zuvor sehr erfolgreichen Zusammenarbeit mit dem Gitarrenhersteller Ernie Ball/Music Man zu Peavey, mit dem Ziel seine ideale Gitarre zu produzieren. Das Signature-Modell Peavey Wolfgang wurde relativ erfolgreich, blieb jedoch hinsichtlich der Verkaufszahlen deutlich hinter Van Halens bisherigen Signature-Gitarren zurück. Ende des Jahres 2004 beendeten Peavey und Van Halen ihre Zusammenarbeit und die Wolfgang Serie wurde eingestellt. Seither ist dieses Gitarrenmodell in leicht abgeänderter Form als Peavey-HP-Special-Serie erhältlich.

### JSX-Verstärker
Der Peavey JSX ist ein für  Joe Satriani entworfener Signature-Verstärker.

## Peavey-Benutzer (Auszug)
- Joe Satriani
- Steve Cropper (Booker T. & the M.G.’s, The Blues Brothers)
- Gary Rossington (Lynyrd Skynyrd)
- David Ellefson (Megadeth)
- Robb Flynn (Machine Head)
- Björn Gelotte (In Flames)
- Dann Huff (Giant)
- Ted Nugent
- Jordan Rudess (Dream Theater/Liquid Tension Experiment/David Bowie)
- John Taylor (Duran Duran)
- Devin Townsend (Strapping Young Lad)
- Trans-Siberian Orchestra
- Eddie Van Halen (Van Halen)
- Verdine White (Earth, Wind and Fire)
- Thurston Moore (Sonic Youth)